# دييغو دومينغيز (سائق راليات)
دييغو دومينغيز (بالإسبانية: Diego Domínguez)‏ مواليد 20 ديسمبر 1972، هو سائق راليات باراغواياني. بدأ مسيرته في سنة 2000. كان أول رالي له هو رالي الأرجنتين 2000. تسابق في بطولة العالم للراليات.